# Арка персонажа
Арка персонажа (англ. character arc) — трансформация или внутреннее путешествие персонажа на протяжении истории.
Если в истории есть арка персонажа, то он начинает историю как человек одного типа и постепенно становится человеком другого типа при развитии сюжета. Поскольку изменения часто носят существенный характер и ведут от одной черты личности к диаметрально противоположной (например, от жадности к бескорыстию), то для описания столь радикальных изменений часто используют геометрический термин «арка».
В большинстве историй с подобными изменениями сталкиваются протагонисты и другие основные действующие лица, но часто меняются и второстепенные персонажи.
Во многих историях арка персонажа является необходимым движущим элементом сюжета. Герой изначально неспособен или кажется неспособным преодолеть противостоящие ему силы. Ему нужны навыки, знания, ресурсы или помощь других персонажей. Для поиска необходимого и победы герою нужно пройти свою арку, обрести новые способности и друзей. В рамках пути героя часто героям помогает наставник, в том числе для смены точки зрения, но могут быть и другие способы.

## Драматическая структура
В произведениях с трехактной структурой повествования арка персонажа часто разворачивается рядом с развитием сюжета следующим образом:

### Первый акт
В первом акте арка персонажа устанавливается или восстанавливается в рамках экспозиции окружающей среды (включая отношения с другими персонажами) по крайней мере для одного героя произведения — протагониста.
Позже в первом акте происходит динамичный инцидент (побуждающий инцидент или «катализатор»), который подталкивает главного героя к действию (изменению). Попытки справится с этим инцидентом приводят ко второй, более драматичной ситуации (первый поворотный момент).
После первого поворотного момента жизнь главного героя уже никогда не будет прежней, и возникает драматический вопрос, ответ на который будет получен в кульминации истории. Драматический вопрос сформулирован в виде призыва главного героя к действию. Например: уничтожит ли Х кольцо? Завоюет ли Y любовь девушки? Поймает ли Z убийцу?

### Второй акт
Во втором акте («восходящем действии») сюжетная линия персонажа развивается во время попыток решить проблему, вызванную первым поворотным моментом. Попытки чаще всего только ухудшают ситуацию и требуют изучения новых навыков, открытия способностей и повышения самосознания, изменений в самом характере персонажа (чаще всего происходят в конце второго акта).

### Третий акт
В третьем акте («падающем действии»), включающем кульминацию и развязку, сюжетная арка завершается, хотя персонажная арка обычно этого не делает. В кульминации, когда основное напряжение истории достигает самой высокой точки и даётся ответ на драматический вопрос, персонаж получает новое понимание себя.
По мере развития сюжета и подсюжетов акцент в сюжетной линии персонажа смещается с изучения новых навыков, получения ресурсов, открытия дремлющих способностей на пробуждение более высокого уровня самосознания, что, в свою очередь, меняет саму суть персонажа.